# Grand Prix Nového Zélandu 1967
14. New Zealand International Grand Prix
Round 1 Tasman Series 1967
- 7. leden 1967
- Okruh Pukekohe
- 57 kol x 2,816 km = 160,52 km

## Výsledky
| Pozice | Jezdec            | Vůz           | Čas           |
| ------ | ----------------- | ------------- | ------------- |
| 1      | Jackie Stewart    | BRM P261      | 0:59:16,4     |
| 2      | Jim Clark         | Lotus 33      | 0:59:20,9     |
| 3      | Richard Attwood   | BRM P261      | á 1 kolo      |
| 4      | Jim Palmer        | Brabham BT22  | á 3 kola      |
| 5      | Graeme Lawrence   | Brabham BT18  | á 5 kol       |
| 6      | Dene Hollier      | Lotus 27      | á 7 kol       |
| 7      | Jim Boyd          | Brabham BT4   | á 7 kol       |
| 8      | Bill Stone        | Brabham BT6   | á 7 kol       |
| Ret.   | Denny Hulme       | Brabham BT7   | á 7 kol / Osa |
| 9      | Roly Levis        | Brabham BT18  | á 8 kol       |
| 10     | Ken Sager         | Brabham BT16  | á 8 kol       |
| 11     | Laurence Brownlie | Brabham BT6   | á 12 kol      |
| 12     | John Weston       | Brabham BT6   | ?             |
| 13     | Don Mcdonald      | Brabham BT10  | ?             |
|        | Odstoupili        |               |               |
| *      | Grahame Harvey    | Brabham BT6   | *             |
| *      | Ken Smith         | Lotus 22      | *             |
| *      | Pat McLoughlin    | Cooper T53    | *             |
| 28     | Kevin Barlett     | Brabham BT11A | Magneto       |
| 24     | Dennis Marwood    | Cooper T66    | Výfuk         |
| 5      | Jack Brabham      | Brabham BT19  | Řídící tyč    |
|        | Nestartovali      |               |               |
| *      | Frank Gardner     | Brabham BT16  | Motor         |
| *      | Bill Thomasen     | Brabham BT4   | Motor         |
| *      | Red Dawson        | Brabham BT17  | Motor         |
| *      | Kerry Grant       | Brabham BT11A | Nehoda        |

### Nejrychlejší kolo
- Jim Clark Lotus 1:00,5

### Zajímavosti
| Pole position | Vítězství          | Nej. kolo          |
| -             | Spojené království | Spojené království |
| -             | Jackie Stewart     | Jim Clark          |
| -             | BRM P261           | Lotus 33           |
| -             | 0:59:16,4          | 1:00,5             |
| ------------- | ------------------ | ------------------ |

### Stav Tasmánského poháru
- Zelená - vzestup
- Červená - pokles

| * | Jezdec          | Body |
| - | --------------- | ---- |
| 1 | Jackie Stewart  | 9    |
| 2 | Jim Clark       | 6    |
| 3 | Richard Attwood | 4    |
| 4 | Jim Palmer      | 3    |
| 5 | Graeme Lawrence | 2    |
| 6 | Dene Hollier    | 1    |